# Stibin
Stibin là một hợp chất hóa học có thành phần chính là antimon và hydro, có công thức hóa học được quy định là SbH3. Là một pnictogen hydride, loại khí không màu này là hợp chất hydride cộng hóa trị chủ yếu của antimon, và một chất tương tự của amonia. Loại khí này có mùi khó chịu như hydro sulfide (trứng thối).

## Lịch sử
Hợp chất stibin (SbH3) rất giống với arsin (AsH3), nó cũng được phát hiện bởi bài thử nghiệm Marsh. Thử nghiệm này phát hiện arsine được tạo ra khi có arsenic.  Các phương thức thực hiện này được James Marsh phát triển khoảng năm 1836 dựa trên việc xử lý một mẫu không chứa asen và axit sulfuric loãng: nếu mẫu chứa arsenic, khí arsine sẽ hình thành. Loại khí này được quét vào ống thủy tinh và bị phân hủy bằng cách đun nóng ở nhiệt độ khoảng 250 đến 300 °C. Sự có mặt của arsenic được biểu thị bởi sự hình thành một chất cặn hình thành trong phần nóng của thiết bị. Việc hình thành một chiếc gương màu đen trầm tích trong phần mát của thiết bị cho biết sự có mặt của nguyên tố antimon.
Năm 1837, Lewis Thomson và Pfaff độc lập phát hiện ra stibin. Phải mất một thời gian trước khi các tính chất của khí độc có thể được xác định, một phần là do hợp chất này không được tổng hợp sẵn.
Năm 1876 Francis Jones đã thử nghiệm một số phương pháp tổng hợp nhưng không thể thành công, mãi cho đến năm 1901 khi Alfred Stock xác định hầu hết các đặc tính của stibin.